# Sztyeppei szürkebegy
A sztyeppei szürkebegy (Prunella koslowi) a madarak osztályának verébalakúak (Passeriformes) rendjébe és a szürkebegyfélék (Prunellidae) családjába tartozó faj.

## Előfordulása
Kína és Mongólia területén honos.

## Alfajai
- Prunella koslowi koslowi
- Prunella koslowi tenella